# 대한인국민회

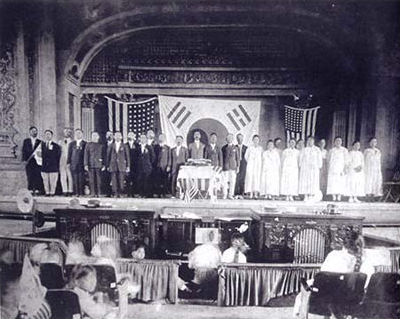
1915년 대한인국민회 하와이 지방총회
(오른쪽 열한번째는 이승만, 가운데 단상에 선 이는 안창호)

국민회(國民會)는 1909년 2월 1일 미국 샌프란시스코의 공립협회와 하와이의 합성협회(1907. 9.)가 통합하여 샌프란시스코에 조직된 재미 한인 독립운동 단체이다. 1910년 2월 10일 샌프란시스코의 대동보국회(1907. 3.)와 통합하여 대한인국민회(大韓人國民會, Korean National Association)로 개편되었다. 안창호, 박용만, 이승만 등이 참여하고 이끌었다.
1922년~1924년 대한민국 임시 정부의 '교민단령'에 따라 대한인국민회 중앙총회와 지방총회가 대한인교민단으로 개편되었으나, 이승만과의 갈등으로 1933년 대한인교민단을 해소하고 대한인국민회를 복설하였다. 1941년 재미한족연합위원회에 참여하였다.

## 역사

### 창립 (1910)
1909년 2월 1일 미국 샌프란시스코의 공립협회와 하와이의 합성협회(1907. 9.)가 통합하여 샌프란시스코에 국민회가 조직되었다. 안창호, 박용만, 이승만 등이 참여하였다.
1910년 2월 10일 샌프란시스코의 대동보국회(1907. 3.)와 국민회가 통합하여 대한인국민회(大韓人國民會, Korean National Association)로 개편되었다. 대한인국민회는 '지방총회'와 '지방회'의 두 종류의 조직체로 구성되었다. 대한인국민회는 해외 한인을 총망라한 단체로 구성하기 위하여 미주에는 북미지방총회를, 하와이에는 하와이지방총회를 조직하였다. 1912년 10월 6일 멕시코시티에 멕시코지방회(묵경지방회)가 인준되었다. 멕시코에는 멕시코지방회 외에도 프론테라지방회(Frontera), 와하께냐지방회(Oaxaquea), 산타페지방회(Santa Fe), 코아트사코알코스지방회(Coatzacoalcos) 등이 있었다. 1921년 6월 14일 대한인국민회 쿠바 지방회가 조직되었다.
1911년 3월 29일 대한인국민회 지방총회들을 대표하는 기관인 대한인국민회 중앙총회가 설립되었다. 회장에 최정익(崔正益), 부회장에 한재명(韓在明)이었다. 그러나 분과와 임원을 완비한 완전한 조직구성을 완료하지는 못했다.
1911년 10월 20일 시베리아지방총회(서백리아)를 설치하고 치타·이르쿠츠크·수청(水靑) 등 16개 지방에 지방회를 구성하여 회원이 1,150여명에 달하였다.
1911년 11월 13일 만주지방총회(만주리아)를 설립하고 8개처에 지방회를 구성하였다. 회장은 탁공주였다.
1912년 11월 8일 샌프란시스코에서 제1차 대표원의회가 개최되었다. 북미·하와이·시베리아·만주 등 각 지방총회의 대표자회의를 소집하여 샌프란시스코에서 중앙총회를 정비하고 임원을 선임하기 위함이었다. 제1차 대표원의회에 참석한 대표원은 북미지방총회 이대위, 박용만, 김홍균, 하와이지방총회 윤병규, 정원명(유고부진), 박상하, 수청지방총회 강영대, 김병룡(유고부진), 유국주(유고부진), 만주지방총회 안창호, 강영소, 홍언이었고 시베리아지방총회는 당시 정식 인준을 받지 못하여 대표원을 공선하지 못하였다. 중앙총회 회장 후보자는 윤병규, 부회장 후보자는 한재명이었다. 이로써 대한인국민회는 재외한국인의 권익을 대변하는 최고기관으로 활동하게 되었다.
1915년 이대위 목사가 인터탑입한글 식자기를 발명하였다. 이를 이용해서 대한인국민회의 기관지인 《신한민보(新韓民報)》를 발간하여 국내외에 배포함으로써 항일의식을 고취하였다.

### 이승만의 하와이 지방총회 장악
1914년~1918년은 대한인국민회에 커다란 혼란이 있던 시기였다. 1915년 중순부터 대한인국민회 중앙총회 회장은 안창호, 부회장은 박용만이었는데, 동아시아정세의 변화화와 더불어 연해주와 만주의 대한인국민회가 쇠약해졌으며 하와이에서는 이승만과 박용만의 갈등이 첨예화되어 갔으며 안창호의 영도역량에도 문제가 있어 3·1 운동 이전의 대한인국민회 중앙총회의 실질적인 기반은 미국 서해안과 멕시코에 지나지 않았다.
1914년 6월 10일 박용만은 하와이 오아후섬에 대조선국민군단을 창설하고 한인에게 군사훈련을 시켰다. 이에 이승만은 하와이에서 일본과의 군사적 대결은 무고한 백성의 피만 흘릴 뿐 실질적 소득이 없을 것이라 주장했다. 인류 양심과 여론에 호소해 미국을 비롯한 서구 국가가 한국의 독립을 지지하도록 외교활동을 펼쳐야 한다고 강조했다. 결과적으로 하와이 한인사회가 이승만파와 박용만파로 갈리게 됐고 교회까지 분열하게 되었다.

#### 김종학 공금횡령 사건
1915년 초 대한인국민회 하와이 지방총회장 김종학의 대한인국민회의 회관 신축과 관련한 재정 비리 의혹이 터졌다. 대한인국민회는 호놀룰루 밀러 가(街)에 새 회관을 건축하여 이사까지 했는데 뒤늦게 건축비 부정 사실이 드러난 것이다. 그 해 1월 개최된 지방총회 대의원 총회에서 회관 건축비에 관한 감사보고가 있었는데 그 내용에 공금을 횡령한 자가 두 명 있다는 사실이 지적되었다.
사법당국에 소송을 제기하면 범법자들을 처벌할 수 있었으나 그리하면 유용한 금액이 환수되지 않을 뿐더러 한인에 대한 하와이 사회의 지탄과 모멸을 면할 길이 없었으므로 범법자를 용서하고 일정 기일내에 유용금액을 환불하도록 조처하고 이 사건을 종결지었다. 이승만은 이 대의원 총회의 처사가 부당하다는 요지의 성명서를 자신이 발행하는 월간지 태평양잡지에 게재하였다.
| “ | … 내가 이곳에 온 지 2년이 되었고 그동안에 본 것을 설명하고자 한 때가 한두 번이 아니었으나 참고있던 이유가 있다. 첫째로 맡은 일이 중하여 다른 것을 생각할 여가가 없었고 둘째로는 만일 공리(公利)를 밝히면 다치는 사람이 있을 것이며 다치는 사람은 응당 말하기를 이승만이 단체를 방해한다고 할 것이요 그 결과는 당파 싸움인데 나는 당파 싸움에 참여하기를 원하지 않는 까닭에 조용히 이 곳을 떠나는 것이 상책이라고 생각한 것이다. 이 곳에 있기를 다시 작정할 때에 국민회 당국과 의논하기를 출판 사업은 국민회가 간섭하지 말고 내 사업으로 할 것과 모든 연조금을 내가 직접 받기를 언약하고 교육특연(敎育特捐)을 청연(請捐)하는 때에 국민회 당국이 회관 건축 의사를 제출하여 건축특연을 거두며 교육특연을 방해하였으니 이것은 교육 사업을 위하는 것이 아니다. … 지나간 2년 동안에 국민회 당국의 재정 출납을 보면 쓰라는 것은 쓰지 않았고 쓰지 말라는 것은 쓴 것이 많았으며, 장부가 분명치 못하여 대의회에서 문제가 일어나면 무허(無許)이니 용서이니 하는 언사로 흐지부지하여 타협하니 일을 이렇게 할진대 각 지방에서 대의원을 파송할 필요가 없는 것이다. … 사세가 이러하므로 내가 공(公)을 위하여 사분(私分)을 불계(不計)하고 국민회 당국자에게 불합한 언론을 발표하는 동시에 일반 동포에게 몇 가지 의견을 제출하노라. (1) 국민회 회원 다수의 공의를 따르는 것이 당연한 일인즉 무슨 관계로든지 우리 일을 반대하는 개인은 국민회를 반대하는 것으로 인정할 것. (2) 금년에는 일이 중대하여 나의 주견을 버리고 동포들이 세워주는 공동 규모를 준행하자 하는데 호놀룰루에 대의회를 열게 할 필요가 없으니 방법을 달리하되 이곳 저곳 지방마다 모여서 문제를 공결(公決)하여 나에게 보내면 그것을 받아 다수 의사를 따라 일을 결정할 것. (3) 지나간 2년 동안에 국민회가 의무금을 받아서 교육사업에 쓰지 않았으니 금년에는 교육사업 책임자에게 보내어 교육 사업을 성취할 것. (4) 나의 의견을 실행하면 국민회의 사무와 국민보 발행을 계속할 수 없다는 말이 있으나 이는 나의 뜻을 알지 못하는 말이라. 금년의 의무금과 모든 공금을 교육사업에 쓰라고 나에게 보내더라도 국민회가 필요한 경비와 임원들의 월급을 모른다고 하지 않을 것이며 이것이 국민회의 기초를 공고하게 하는 것이니 염려할 것이 아니라. | ” |

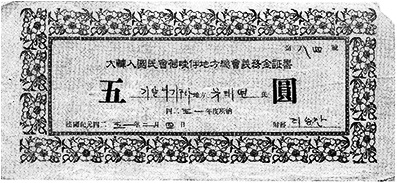
1918년, 이승만이 날인한 국민회 의무금 증서.

이에 대한인국민회 기관지 국민보는 이승만이 조리없는 이론과 불법적 행동을 서슴지 않고 있다고 공박하고 나섰다. 그러나 한인 2세들 교육에 이해관계가 있던 하와이 동포들은 이승만을 더 지지하기 시작하였고 결국 대한인국민회에 보내는 공금을 이승만에게 보내겠다는 운동이 일기 시작했다.
이승만은 하와이 지방총회를 혁신하겠다면서 하와이 한인사회에 임시의회 소집을 건의했고 와히아와 지방회 의원 3인이 이에 응답해 임시의회 소집청원서를 총회장에게 보냈다.
1915년 5월 1일부터 수 차례의 임시의회가 열리고 회계장부도 조사되었다. 그 결과 김규섭, 이동근, 안영칠의 보고서에 따르면 총재무 홍인표가 1544원 67전을 횡령하고, 양흥엽, 홍진표의 보고서에 따르면 하와이 지방총회장 김종학이 1345원 64전을 횡령한 것으로 드러났다. 이에 김종학과 지도부 일동이 파면되었다.
1915년 6월 10일경 신규 하와이 지방총회장 선거에 홍한식과 고석주가 후보로 출마하여 홍한식이 당선됐다. 이날 이홍기, 김규섭, 김윤배, 이정건은 대의원과 참의원 등에 당선됐다.
1915년 6월 17일경 이승만은 대한인국민회 중앙총회에서 온 공소장을 본 즉시 의회에서 김종학을 사회법률로 처단하기로 작정하고서 의회 의원들을 한인중앙학원에 불러다 놓고 "어찌하여 죄인 김종학을 징역시키지 않고 공회재판으로 처치한다 하는가? 그와 같이들 하려면 다 본디 방식으로 돌아가라"라고 호통쳤다. 1915년 6월 25일경 김종학 등은 홍한식 등에게 선거무효 소송을 걸었다가 3개월만인 9월 29일 소송을 취하하였다.

#### 안현경 폭행 사건
1918년 1월 15일 대한인국민회 하와이지방총회 제10차 대의회에서 하와이지방총회장 안현경 지도부에 재정 비리 의혹이 제기되었다. 2년반 전에 박용만파가 받았던 혐의를 이번에는 이승만파가 받았다. 박용만파 대의원들이 이승만에게 따지자, 이승만은 2월 6일과 2월 13일 《국민보》에 두 차례에 걸쳐 “소약국동맹회의와 재정”, “선동”이라는 표제로 박용만파가 제기한 사안에 대해 해명하는 글을 기고했다. 해명을 했음에도 2월 11일 재정문제를 토의하던 중 난투가 벌어졌다. 안현경은 호놀룰루 경무청에 신고해서 박용만파 유동면, 김성렬, 이찬숙, 김한경 4명을 지목, 체포케 했다. 1918년 2월 15일 폭동(riot) 혐의로 유동면 등 4명에 대해 체포영장이 발부됐다. 2월 27일 고등재판소에서 배심재판이 이루어졌다. 이승만은 당시 현장에 없었기 때문에 고발인 신분으로만 재판정에 출석하였다. 3월 8일 재판결과 박용만파의 무죄가 판결되었다.
그 직후에도 다툼은 계속됐다. 1918년 3월 11일 이승만파 안현경은 박용만파 유동면 등을 경찰에 체포시켰고, 3월 15일 안현경은 유동면 등을 고발하였다. 같은 날 안현경은 김순기를 경찰에 체포시켰다. 이에 3월 23일 김순기는 자신이 안현경에게 누명을 쓰고 체포를 당해서 5000달러의 손해를 봤다며 안현경을 고소했는데, 안현경은 "I am going to kill you"라는 살해협박을 받아서 경찰에 신고한 거라고 반박했다. 1919년 2월 28일 재판결과 원고측 김순기가 오히려 협박(threatneing language) 혐의로 체포 영장(warrant of arrest)을 발부 받았고 피고측 안현경에게 재판비용까지 물어줬다.
이후 박용만파는 1918년 7월 1일 하와이지방총회에 대항하기 위해 '임시중앙연합회'를 결성하였는데, 이 단체를 흔히 '갈리히연합회'로 불렀다. 이후 하와이 한인사회는 대한인국민회 하와이지방총회와 갈리히연합회로 양분되어 중앙총회의 위상도 급격히 약화되었다. 이에 중앙총회장 안창호까지 나서서 갈리히연합회의 해산을 권고하였으나 갈리히연합회는 기관지 《태평양시사》를 창간하여 이승만의 《태평양잡지》와 여론전을 펼쳤다. 1920년 초 하와이지방총회장 이승만파 이종관 등과 박용만파손창희 등의 선거 불복에 관한 법정다툼도 이승만파가 승리하였다.
이후로도 박용만파와의 갈등은 끊이지 않았지만, 이승만파는 언론을 통해 비폭력 저항에 관해 상세히 설명하는 태도로 한인사회의 평판을 얻기 시작했고, 점차 한인사회를 장악하였다. 한인사회로부터 YMCA 한인지부를 위한 대규모의 기부금을 성공적으로 모금하자 미국 감리교 선교부와의 갈등도 해소되었다. 대한인국민회 중앙총회는 1919년 파리 강화회담에 보낼 특사로서 이승만을 신뢰하였다. 또한 대한민국 임시 정부 초대 대통령으로 취임한 후 하와이로 귀환했을 땐 한인사회의 광범위한 축복을 받았다. 중립적인 인사들은 그의 추종자가 되었고, 반이승만파 중 일부조차 이승만을 따라야 한다고 생각했다. 이승만은 반대자가 많았지만 지지자들에게서는 숭배에 가까운 존경을 받았다고 한다. 대한인국민회는 분쟁이 야기되는 속에서도 독립기부금은 잘 걷혀 1915년 1,523달러에서 해마다 늘어나 1918년도에는 3,775달러를 기록했다.

### 대한인국민회 지방총회를 대한인교민단으로 개편 (1922~1924)
대한민국 임시 정부가 발표한 교민단령(僑民團令)에 따라 1922년 3월 22일 대한인국민회 하와이지방총회가 '하와이 대한인교민단'으로 개편되었다.
같은 시기 대한인국민회 중앙총회는 '북미 대한인교민단'으로 개편되었다.
1924년 9월에 로스앤젤레스에서 'LA 대한인교민단'이, 12월에 뉴욕에서 '뉴욕 대한인교민단'이 각각 조직되었다.
1924년 이승만을 위시한 외교독립론자들이 대한인국민회를 탈퇴하여 대한인동지회에 합류하였다.

### 박용만 피살 (1928)
1928년 10월 16일 박용만은 군자금 모금차 중국 텐진에 체류하던 중 독립운동 자금에 쓸 돈 1천원을 내놓으라는 의열단원 이구연, 박인식, 이규서 등의 요구를 거절했다가 암살 당하였다.

### 대한인교민단을 대한인국민회로 복설 (1930~1933)
1930년 7월 16일 이승만은 호놀룰루 동지미포대표대회 소집을 통해 하와이 대한인동지회와 하와이 대한인교민단의 통합을 시도하였다. 그러나 이승만과 김원용(金元容)의 마찰로 동지간의 융합이 잘 이루어지지 않고 두 사람의 불화가 법정싸움으로 확대되었다.
1932년 1월 16일 교민단 총단장 손덕인(孫德仁)과 국민회 총회장 이정건(李正建)의 주도 하에 하와이 대한인교민단은 대의원회에서 교민단의 해체와 국민회의 복설을 결의하였다.
1933년 1월 3일 '하와이 대한인교민단'이 '하와이 대한인국민회'로 복설되었다.

### 안창호 투옥 (1932)
1932년 4월 29일 일본 제국은 상하이 훙커우 공원에서 제1차 상하이 사변 승전기념 및 천장절 행사를 열었는데, 이날 윤봉길 의거(훙커우 공원 사건)가 거행되어 윤봉길은 시라카와 요시노리를 비롯한 일본군 고관들을 암살하였다.
1932년 4월 30일 오후 1시 일본영사관 경찰의 요청을 받은 상하이 프랑스 조계 당국은 이춘산(이유필)의 집에 갔으나 그가 외출 중이었기 때문에 귀가하기를 기다렸다. 그러다가 이춘산의 집에 안창호가 방문했는데 당국은 안창호를 이유필로 오인하여 일본영사관에 인도하였다. 안창호의 변호인들은 안창호가 1923년 중국으로 귀화를 한 중국 시민이니 중국법을 적용 받아야 된다고 항변했지만, 일제 측은 '귀화를 해도 본래 국적을 아예 잃는 것은 아니다', '(귀화 시)본국의 허가를 받은 적이 없다. 그 허가는 중국으로의 귀화가 효력을 갖기 위해 필요하다' 등으로 반박하였다.
1932년 6월 2일 안창호는 조선으로 비밀리에 압송되었다.
1935년 5월 10일 대전형무소에서 가출옥되었다.
1938년 3월 10일 안창호는 병세가 악화돼 사망하였다.

### 대조선독립단과의 갈등 (1934)
대조선독립단은 이승만 세력과 대립·갈등하던 박용만을 중심으로 하는 하와이 한인들에 의해 1919년 3월 결성되었다. 대조선독립단은 3·1 운동 이후 대한인국민회 하와이지방총회와 여러 차례 크고 작은 분쟁을 일으키면서 하와이 한인 사회를 양분시켰다. 1928년 박용만이 중국에서 피살당한 뒤 활동이 침체되어, 1934년 10월 대조선독립단은 하와이 대한인국민회와 공식적으로 합동하였다. 그러나 대조선독립단이 대한인국민회와 합동한 후에도 대조선독립단의 일부는 통합에 반대하여 그 활동과 조직을 유지하려고 하였다. 이들은 대조선독립단이라는 단체명을 그대로 사용하며 대조선독립단의 재산을 소유하고 있었기 때문에 법정 싸움이 벌어지기도 하였다.
1935년에 대한인국민회와 대조선독립단 간의 부동산 소유권 분쟁이 있었다. 1935년 12월 초 대조선독립단 단장 김영배가 대한인국민회에 부동산을 양도한다는 증서를 썼는데, 대조선독립단 측이 이를 번복하려 하자 1936년 2월 19일 대한인국민회가 대조선독립단을 상대로 소송을 건 것이었다. 1936년 10월 29일 쟁점이 된 부동산은 김영배의 소유, 즉 대조선독립단의 소유로 되돌리되 기타 은행 잔고는 대한인국민회와 대조선독립단이 분할하라는 판결이 내려졌다.
끝까지 통합에 반대하던 대조선독립단 세력들은 1941년 4월 하와이 호놀룰루에서 개최된 해외한족대회에 재미 한족 9개 단체의 하나로 참여하였다. 이때 대조선독립단의 대표는 강상호였다.

### 재미한족연합위원회 참여 (1941)
1941년 4월 20일부터 4월 27일까지 8일 동안 하와이 호놀룰루에서 해외한족대회(海外韓族大會)가 개최되었다. 해외 한족대표가 모여 새로운 국제정세 변화에 대비한 우리 독립운동의 진로를 협의하였다.
1941년 4월 29일 해외한족대회에서 독립전선의 통일, 대한민국 임시 정부의 봉대(奉戴), 군사운동, 대미외교기관 설치문제, 미국 국방공작 후원방침, 독립금 재정방침, 연합기관 설치에 관한 것 등 7개안을 결의하였고 이 결의안에 따라 각 단체의 연합기관으로서 재미한족연합위원회를 조직하였다. 재미한족연합위원회에 참여한 단체와 대표는 아래와 같았다.
- 대한인동지회 (대표 안현경 리원슌 도진호)
- 한국독립당 하와이총지부 (대표 림셩우)
- 북미 대한인국민회 (대표 한시대 김호 송죵익)
- 하와이 대한인국민회 (대표 안원규 김현구 김원용)
- 중한민중동맹단 (대표 차신호)
- 조선의용대 미주후원회련합회 (대표 권도인)
- 대조선독립단 (대표 강샹호)
- 하와이 대한부인구제회 (대표 심영신 민함나)

### 광복 이후 (1945)
1945년 광복 후 이승만이 귀국한 뒤에는 임병직, 이원순 등을 통해 대한인국민회에 영향력을 행사하였다.
1960년 이승만이 하야한 뒤 특별한 영향력을 발휘하는 지도자 없이 순수 교민 단체로 변모하였다.

## 역대 중앙총회장
- 1대 최정익
- 2대 윤병구
- 3대 안창호
- 4대 윤병구

## 기타

### 대한인국민회관
1935년 샌프란시스코에 위치하였던 대한인국민회 주변지역에 Bay Bridge 건설이 진행되었고 이에 따라 대한인국민회관은 철거되었다.
1938년 대한인국민회가 로스앤젤레스로 이주하였고 이곳에 대한인국민회관이 준공되었다.
1974년 대한인국민회관은 LA한인연합장로교회에 매각되었다.
2003년 대한인국민회 기념관으로 대한인국민회관을 복원하였고 개관한 것이 현재에 이른다. 대한인국민회 기념관은 일반인도 방문이 가능하다.

### 대한인국민회의 상징

국립중앙박물관에서 도안을 소장 중인 대한인국민회회기(大韓人國民會會旗)
대조선국민군단 수첩에 그려진 대조선국민기(大朝鮮國民旗).
최성문이 1909년에 고안한 대한인국민회 깃발.

## 같이 보기
- 안창호
- 박용만
- 이승만